# 흥양현읍성
흥양현읍성(興陽縣邑城)은 대한민국 전라남도 고흥군 고흥읍에 있는 읍성이다. 1978년 9월 22일 전라남도의 기념물 제35호로 지정되었다.

## 개요
읍성이란 군이나 현의 주민을 보호하고, 군사적·행정적인 기능을 함께 하는 성을 말한다.
전라남도 고흥군 고흥읍 옥하리에 있는 이 읍성은 뒷쪽에 주월산을 끼고 쌓은 성이다.
평지에 읍성을 만드는 것은 조선 전기부터 나타나기 시작한다. 이 성은 왜구의 침입을 막기 위해 조선 태조 4년(1395) 광양현에 진을 설치한 것으로 보아 이 시기에 만든 것이라 여겨진다. 고종 8년(1871)에 크게 고쳐 쌓았던 것으로 보이는데, 원래는 여장(성 위에 쌓은 낮은 담), 곡성(성문을 보호하기 위해 성문 밖으로 쌓은 작은 성)이 있었다.
현재 높이 약 6m, 폭 약 4m의 견고한 성벽과 길이 7m 정도의 옹성이 남아 있다. 조선시대 초기 성곽의 축조양식 연구에 중요한 자료가 된다.

## 참고 자료
- 흥양현읍성 - 국가유산청 국가유산포털